# Taceno
Taceno (Taséen in dialetto valsassinese) è un comune italiano di 595 abitanti della provincia di Lecco in Lombardia.

## Geografia fisica

### Territorio
Taceno si trova all'inizio della Val Muggiasca ed è sovrastato dai monti Cimone di Margno e Croce di Muggio. È il primo comune dell’Alta Valsassina. 
Nel territorio comunale scorre il torrente Pioverna.

### Clima
Il clima di Taceno è un tipico clima di fondovalle prealpino, con forti escursioni termiche giornaliere. Le temperature medie minime invernali si attestano sui -5/-6 °C, le medie massime estive invece sui 26/27 °C. Raramente e solo nelle estati più calde la temperatura supera per più giorni i 32°. Mentre le gelate sono assai diffuse da novembre ad aprile, con frequenti giornate di ghiaccio. Le minime raggiunte nelle notti serene con terreno innevato sono notevoli rispetto a località poste alla stessa altitudine. Infatti ogni anno la temperatura scende al di sotto dei -10° anche se raramente scende al di sotto dei -15/-16°. Il record per temperatura più bassa è del gennaio 1985 con -26°, il record massimo è del luglio 2003 con 34°. Essendo posto sul fondo della valle, Taceno ha un clima con note di tipo Continentale, estati calde inverni freddi e lunghi. Frequenti sono le nebbie notturne in inverno, dovute a inversione termica, che si sollevano però con l'insolazione. Da novembre a tutto aprile, soprattutto durante le irruzioni di aria artica dal nord Europa, sono frequenti episodi di Favonio (vento di caduta dalle Alpi, caldo e secco) che può raggiungere velocità considerevoli (80/100 km/h). La piovosità media annua è tipica di una località prealpina e si aggira sui 1500/1600 mm. Molto frequenti sono le nevicate con una nevosità media di circa 60/80 cm all'anno, neve che permane al suolo per circa 90/120 giorni l'anno.

## Storia
Da Taceno, in epoca romana, passava la via Spluga, strada romana che metteva in comunicazione Milano con Lindau passando dal passo dello Spluga.
Durante le dispute territoriali tra il Ducato di Milano e la Serenissima e fino al 1577 Taceno ospitò sia una sede di podestà sia una viceprefettura.
Nel corso del tempo, numerosi tacenesi migrarono nei territori della Repubblica di Venezia.

## Monumenti e luoghi d'interesse

### Parrocchiale di Santa Maria Assunta
Attestata nel XIII come Santa Maria in Taxeno, la chiesa dell'Assunta espleta le funzioni di parrocchiale dal 1406. Rimaneggiata nel corso del tempo, la chiesa deve il suo aspetto ad alcuni interventi avvenuti tra i secoli XVI e XVIII, cospicuamente finanziati dagli emigrati nei territori di Venezia.
Internamente, oltre ad alcuni confessionali risalenti al XVIII secolo, la chiesa ospita un Crocifisso dipinto da Giovanni Bellati (XX secolo) e, nella cupola, un affresco di Giovanni Maria Tagliaferri (1684).
Il campanile, dotato di loggia, fu edificato in tre anni a partire dal 1631.

### Altro
- Oratorio del Santissimo Sacramento, in stile neoclassico, collocato di fronte alla parrocchiale[6].
- Terme di Tartavalle

## Società

### Evoluzione demografica
- 309 nel 1722
- 587 nel 1771
- 620 nel 1805
- 747 dopo annessione di Margno e Parlasco nel 1809
- 478 nel 1853

Abitanti censiti

### Industria
Anche Taceno, così come il resto della Valsassina è noto per la moltitudine di aziende che ospita, la maggior parte delle quali si occupa di metalmeccanica. Fra le maggiori aziende, possiamo citare: Mollificio FEDE (gruppo MSAmbrogio) e Officina Manzoni

### Turismo
Lungo tutto il corso del XX secolo, il comune era meta di un grande afflusso turistico, di carattere prevalentemente termale. Per questo motivo erano presenti numerose strutture alberghiere, tra le quali è opportuno citare l’Hotel Tartavalle, la cui struttura- sebbene sia stata dismessa da oltre un trentennio e abbia subìto un incendio- è tuttora osservabile. 
Ancora oggi Taceno, per via della sua grande vicinanza al Lago di Como, della bellezza naturalistica, delle molte escursioni che è possibile effettuare e della tranquillità che garantisce, è una frequentata meta turistica. Durante i mesi estivi vengono organizzati concerti di musica da camera e d’organo nella locale chiesa parrocchiale. 

## Infrastrutture e trasporti
Sul finire dell'Ottocento, tutti i sindaci della Valsassina avanzarono la richiesta di realizzazione di una ferrovia che avrebbe voluto collegare Taceno a Lecco. Il collegamento non fu tuttavia mai realizzato.

## Amministrazione
Dalle elezioni del 26 maggio 2019 il paese è guidato dal sindaco Alberto Nogara, il quale - con la lista civica Stella Alpina - ha sconfitto la sfidante Rosanna Pomi, rappresentante della lista Ancora Insieme per Taceno, alla quale apparteneva l’ex sindaca Marisa Fondra.